# Lupte
Die Lupte ist ein rechter Nebenfluss des Lemboulas im Einzugsgebiet des Tarn in der Region Okzitanien in Frankreich. 

## Flusslauf
Die Lupte entspringt unter dem Namen Ruisseau de Saint Barthélémy im östlichen Gemeindegebiet von Pern, entwässert generell in südwestlicher Richtung durch die Landschaft Quercy und mündet nach 27 Kilometern im Gemeindegebiet von Lafrançaise in den Lemboulas.
Auf ihrem Weg durchquert die Lupte die Départements Lot und Tarn-et-Garonne.

## Orte am Fluss
(in Fließreihenfolge)
- Saint-Paul-de-Loubressac
- Flaugnac
- Castelnau-Montratier
- Labarthe
- Vazerac